# Forças Populares 25 de Abril
As Forças Populares 25 de Abril (FP-25) foram uma organização terrorista de extrema-esquerda que operou em Portugal entre 1980 e 1987, tendo sido alegadamente lideradas por Otelo Saraiva de Carvalho. No final do processo judicial conhecido por "FUP/FP-25", Otelo e os outros acusados foram amnistiados da autoria moral e inocentados da autoria material.
Entre 1980 e 1987, as FP-25 foram diretamente responsáveis por 14 mortes, inclusive uma criança — às quais acrescem ainda as mortes de 6 dos seus operacionais — dezenas de baleamentos, atentados com explosivos, assaltos a bancos, empresas e viaturas de transporte de valores.
A operação Orion levou à detenção provisória de mais de 70 pessoas, no que ficou conhecido como o processo FUP/FP-25 de Abril. As figuras mais conhecidas eram Otelo Saraiva de Carvalho, José Mouta Liz e Pedro Goulart, entre outros. Os réus seriam mais tarde acusados e condenados em tribunal, pelo crime de pertencerem a uma organização terrorista, mas a sentença seria parcialmente anulada por inconstitucionalidade.
A maioria parlamentar, composta pelo PS e pelo PCP, veio a aprovar uma amnistia para todos os envolvidos no eventual crime de associação terrorista (autoria moral), devido à “complexidade jurídica (…) que não prenunciam a possibilidade de uma solução de justiça em tempo razoável.” A amnistia também acaba por envolver as organizações de direita (MDLP, etc) e de esquerda, aprovada em 1996 com o apoio do Presidente da República, Mário Soares. Tal segue experiência anterior de amnistia em 1979 ou o indulto assinado com o primeiro-ministro Cavaco Silva ao fugitivo Ramiro Moreira em 1991, operacional de extrema direita do MDLP condenado a 20 anos de prisão por crimes de sangue.
Para os crimes de sangue (autoria material), depois de duas sentenças de inocentes em 2001 e 2003, o Ministério Público não recorreu da sentença dos crimes de sangue, levando à prescrição dos mesmos.

## História

Bandeira da FP25.

### Contexto
Guerra fria, guerra colonial e ditadura marcam um período inicial. A oposição em Portugal radicaliza-se em face de um regime opressivo que não acaba, alinhado com o Bloco ocidental/capitalista, e de múltiplas influências ideológicas internacionais. Após o 25 de Abril de 1974, visões diferentes para o novo regime confrontam-se. Após o 11 de março de 1975 e a tentativa falhada do golpe de extrema direita por Spínola, ocorrendo o chamado Verão quente. Os desejos revolucionários de parte da população com bastante peso na rua é confrontada pelo 25 de Novembro de 1975, os ataques da extrema direita (MDLP, ELP, Maria da Fonte), e as eleições de 1976.
Os assassinatos de sindicalistas e ativistas de esquerda pelo MDLP continuaram até 1979, enquanto há relatos de trabalhadores rurais ou manifestantes mortos e feridos  pela polícia para "repor a legalidade". Os despedimentos de trabalhadores, as crises petrolíferas (1973 e 1978) e os programas de austeridade associados com a entrada do FMI (1979, 1983) em Portugal são mal aceites. "A luta armada seria necessária para uma revolução socialista" (p.145).
No final de 1960s e nos 1970s, os movimentos de luta armada multiplicam-se com variações nas motivações e modus operandi. No ocidente, destacam-se movimentos em diferentes países: Alemanha (Fração do Exército Vermelho — RAF) Espanha (Euskadi Ta Askatasuna - ETA); EUA (Weather Underground); Irlanda do Norte (Exército Republicano Irlandês — IRA); Itália (Brigadas Vermelhas), entre outros.

### Origem e estrutura
O seu nascimento é o resultado de uma cisão das Brigadas Revolucionárias, motivada pela tentativa destas em radicalizar a luta armada. A cisão aconteceu, após a prisão da maioria dos dirigentes do PRP/BR, em 1978. Para a nova organização transferem-se a maioria dos seus militantes, armas e uma parte significativa das sedes partidárias.
Surgidas já fora do período pós revolucionário e cerca de 6 anos após o golpe de estado de 25 de abril de 1974, as FP-25 aglutinaram os sectores mais radicais do socialismo revolucionário, derrotados do 25 de novembro de 1975 e portadores de um profundo descontentamento com a evolução política do país, nomeadamente, com a instauração de um sistema de representação parlamentar de base partidária e a reposição do sistema económico-social capitalista. São aliás claras no documento de apresentação pública da organização "Manifesto ao Povo Trabalhador" datado de abril de 1980, as alusões àquilo que a organização considerava serem desvios graves à constituição de 1976, nomeadamente o abandono do socialismo, o retrocesso da Reforma Agrária ou a perda de expressão e peso decisório da vontade popular.
À realidade política da época, as FP-25 contrapunham um modelo de democracia popular, assente em assembleias e conselhos de base — o chamado basismo ou conselhismo — um pouco à semelhança dos modelos de inspiração Líbia ou cubana, pugnando assumidamente pelo não alinhamento com os dois grandes blocos político militares protagonistas da Guerra Fria como condição fundamental à implantação do comunismo em Portugal.

### Atividades
A defesa da violência armada consubstanciada nos atentados à bomba e baleamentos, por vezes com intenção de matar, espelhavam igualmente uma dispersão em torno de diversas causas — económico-sociais, políticas, solidariedade internacional ou até na mera vingança, em questões directamente relacionadas com militantes (atentado contra o administrador da SAPEC ou a morte a tiro do empresário Alexandre Souto). No plano financeiro assistiu-se ao recurso à "expropriação"  ou "recuperações de fundos" — designação dada pela organização aos assaltos a bancos, empresas e viaturas de transporte de valores, sendo esta a principal forma de financiamento. Os montantes roubados, serviriam para financiamento a componente político militar, FP-25 bem como a Força de Unidade Popular (FUP) e prosseguir o esforço de intimidação da população  condicionamento das decisões políticas, com o objectivo último de provocar uma insurreição e simultaneamente a criação de um exército popular. No entanto, o manifesto isolamento político, ainda que não mediático, as FP-25 rapidamente criaram para si, junto da generalidade da opinião pública, a imagem de uma organização entregue à prática de delinquência comum.
Ao contrário do que havia sucedido com outras organizações similares europeias, nomeadamente no caso das Brigadas Vermelhas em Itália, as FP-25 cedo assumiram os assassinatos selectivos e a utilização de violência extrema nas suas acções como práticas inevitáveis no contexto da luta armada. Pese embora ,no período de charneira entre o fim público das Brigadas Revolucionárias e o surgimento das Forças Populares 25 de Abril verificou-se o envolvimento de militantes de ambas as organizações (BR e FP-25) primeiro na morte de um agente da Polícia Judiciária em 1978, depois no assassinato na Marinha Grande do "arrependido" do José Plácido, ligado ao caso PRP, em 1979 ou ainda na morte de um agente da Polícia de Segurança Pública no início de 1980 durante um assalto em Sintra. No entanto as primeiras mortes oficialmente imputadas à organização e por esta reivindicadas, verificam-se em Maio de 1980 e decorrem sobretudo de confrontações com elementos das forças de segurança ou populares, durante assaltos a bancos e durante a detenção fortuita de militantes. O primeiro ano de actividade foi particularmente violento e em Outubro desse mesmo ano são mortos dois militantes da organização, junto com um popular, na sequência de um assalto frustrado a uma agência bancária na Malveira.
A violência contra os alvos humanos foi crescente, quer na quantidade, quer no grau de violência. No que respeita a atentados com explosivos, também aqui houve uma mudança significativa de estratégia inicial do PRP/BR que se focava em atacar apenas instalações do estado ou do exército. Os alvos das FP-25 foram maioritariamente civis, empresas ou indivíduos, com a excepção de alguns ataques selectivos a postos da GNR, normalmente em retaliação à prisão de um militante ou à troca de tiros no decorrer de assaltos e operações policiais. Mesmo quando se deu o atentado com explosivos na Base de Beja, este foi perpetrado no Bairro Residencial Alemão, onde viviam trabalhadores civis e militares e não contra as instalações militares propriamente ditas.
Os assaltos a bancos e empresas ou a carrinhas de transporte de valores, foram uma constante e a principal forma de angariação de fundos. Ocorriam quase sempre nos últimos dias do mês, correspondendo aos dias programados para o pagamento de salários, por parte das empresas, e por isso permitindo arrecadar quantias elevadas. Ficará para a história pelo arrojo e eficiência executória demonstrados, o roubo, em 1984, de 108.000.000 de escudos (aproximadamente 500.000€, um valor à época manifestamente avultado) de uma carrinha de transporte de valores do Banco de Portugal, em pleno centro da cidade de Lisboa.

### Alvos/vítimas
No que respeita aos assassinatos e baleamentos, começaram por ser fruto de trocas de tiros com a GNR, chamada a ocorrer a assaltos, com vítimas dos dois lados. Nos primeiros anos, algumas tentativas de baleamentos, também elas com uma simbologia muito própria — o recurso a disparos de arma de fogo geralmente nas pernas que representavam "o ajoelhar do capitalismo". Apenas em finais de 1982 se dá o primeiro assassino encomendado ou intencional — Diamantino Monteiro Pereira.
As vítimas das execuções das FP-25 são na sua generalidade pequenos empresários e gestores — tipicamente associados a empresas com graves conflitos laborais e processos de despedimento coletivo e/ou salários em atraso.  Há no entanto algumas excepções como a vingança pessoal sobre o empresário Alexandre Souto, ocorrida em pleno recinto da Feira Internacional de Lisboa — uma condenação à morte -,  explicada como retaliação pelo falecimento do militante da FUP Delmiro Cruel. Alexandre Souto surpreendeu-o num assalto ao seu estabelecimento comercial, na Marinha Grande e reagiu. A outra excepção foi José Manuel Rosa Barradas, dissidente/arrependido" da organização, assassinado pela sua colaboração com as autoridades.
Talvez o atentado mais chocante, acontece numa aldeia nos arredores de Évora, quando as FP-25 colocam uma bomba que visava Luís Ciroula, um pequeno e pobre agricultor, rendeiro de terras que anteriormente teriam sido exploradas por uma Unidade Cooperativa de Produção e que entretanto foram devolvidas ao proprietário que por sua vez as arrendou a Luís Ciroula. Não só este foi erradamente confundido com um grande latifundiário, dono das terras onde trabalhava, como a bomba que a ele se destinava, foi colocada em casa da filha, vindo a provocar a morte do neto — Nuno Dionísio — de apenas 4 meses. Esta acção, reivindicado pelas FP-25, e apelidada, mais tarde, pela organização como "um erro técnico".
O alvo mais mediático aconteceu em fevereiro de 1986, o assassinato do então Director-Geral dos Serviços Prisionais Gaspar Castelo-Branco — o único alto funcionário da hierarquia do Estado a ser morto. Esta foi mais uma acção "ad hominem" directamente relacionada com as condições de detenção dos réus do caso FUP/FP-25. Na altura, os réus reclamavam o direito a serem considerados presos políticos, e consequentemente ser-lhes permitida a livre circulação na cadeia, possibilidade de reunir com elementos externos e acesso directo aos meios de comunicação. A não aceitação por parte do Ministério Público desta condição, gerou grande contestação junto dos detidos e dos seus apoiantes. A somar às más condições para a população prisional em geral, os arguidos do processo salientam as 23 horas por dia na cela, o envio dos presos para locais distantes dos advogados e família, bem como a negação de auxílio médico (levando à demissão dos clínicos em protesto). (Ver mais em: Otelo Saraiva de Carvalho#Os argumentos da defesa)
Entretanto, em Setembro de 1985, um grupo de 10 operacionais detidos na Penitenciária de Lisboa foge com alguma facilidade e desleixo dos guardas prisionais.[FONTE NECESSÁRIA] Como consequência, de forma a evitar mais fugas, foram impostas condições mais restritivas, com limitação de circulação dentro da prisão e limitações na comunicação para o exterior. A responsabilidade desta directiva foi imputada em exclusivo a Gaspar Castelo-Branco, acusação reiterada pelas famílias dos réus apoiadas pela Comissão Pró Amnistia Otelo e Companheiros, liderada por Isabel do Carmo e Carlos Antunes, que ocupando espaço mediático foram reunindo com o Presidente da República, Deputados, o Ministro da Justiça, o Provedor de Justiça e até com o Cardeal Patriarca, reclamando condições de detenção mais brandas adequadas ao estatuto, por si reclamado, de presos políticos.
Durante os anos em que actuaram, as FP-25 abstiveram-se de acções directas contra governantes, políticos e banqueiros e tal como as Brigadas Vermelhas ou a ETA, nunca realizaram atentados de carácter indiscriminado, nomeadamente de ataques à bomba em locais públicos orientados para a produção de grande número de vítimas directas.
De igual forma e pese embora tenham sido encontrados indícios do planeamento de sequestros — nomeadamente manuscritos e "casas de recuo" especialmente preparadas para o efeito — as FP-25 nunca chegaram a executar acções de sequestro ou de extorsão junto de empresários ou outros agentes económicos. Na verdade, a Operação Orion, que resultou na prisão preventiva da maioria dos seus dirigentes e operacionais, foi antecipada para travar a escalada de violência e o início dos planeados sequestros. Esta foi o principio do fim da organização e as três mortes que se seguiram (Castelo-Branco, Barradas e Militão) foram fruto de uma ainda maior radicalização e violência da organização, já ferida de morte e em modo de luta pela sobrevivência.

## Organização
As FP-25 eram a Componente da Estrutura Civil Armada (ECA) que pertencia ao Projecto Global e a face visível da violência armada. Apesar de não terem existência jurídica, ou serem invisíveis perante os cidadãos e a opinião pública, o Projecto Global  "…tinha como finalidades, entre outras, criar condições que permitissem aos seus integrantes, a prazo e mediante a insurreição armada, tomar o Estado e instalar o poder popular através da institucionalização do que designavam por democracia directa e basista e subverter o funcionamento das instituições do Estado consagradas na Constituição, pois tal se trata de uma das condições adequadas à referida insurreição armada…". As suas componentes eram as seguintes:
1. Organização Politica de Massas (OPM), a componente político-legal consubstanciada num partido político, a Força de Unidade Popular (FUP). Este destinava-se a dar apoio político ao projecto.[33]
2. Estrutura Civil Armada (ECA) — que mais não eram que as Forças Populares 25 de Abril, responsáveis pelos assaltos, atentados à bomba e assassinatos, etc;[33]
3. Componente Quartéis, liderada por Otelo e que visava recrutar militares para o movimento;[33]
4. Componente Óscar, que fazendo uso das iniciais de Otelo e a sua alcunha na guerra de África capitalizava a sua elevada notoriedade, procurando atrair elementos da sociedade civil para o projecto;[34]

À excepção da componente Quartéis que esteve meio adormecida, todas as outras se mostravam bastante activas, seja na clandestinidade, com a componente subversiva — FP-25 ou debaixo de um chapéu legal como foi o caso da FUP. Num debate na SIC intitulado "À Lei da Bomba" os terroristas, entre os quais Otelo, eram confrontados com a informação que constava nos autos e nas sentenças, assumindo pertencer ao Projecto Global, mas negando a sua participação das FP-25.
O partido que resultava da OPM, a Força de Unidade Popular (FUP), foi anunciado a 28 de março de 1980, cerca de um mês antes dos primeiros atentados das FP-25. É por isso também que se atribui esta data ao nascimento do Projecto Global. A FUP, apesar de herdar parte das estruturas físicas e humanas do antigo PRP/BR, partido de onde provinham a maioria dos seus militantes e dirigentes, nunca conseguiu concorrer a nenhuma eleição legislativa ou autárquica. No entanto, em janeiro desse ano, ainda antes de terem existência legal, apoiaram Otelo nas eleições presidenciais de 1980, não conseguindo este mais do que 1,45% dos votos.